# Guerre de Bone

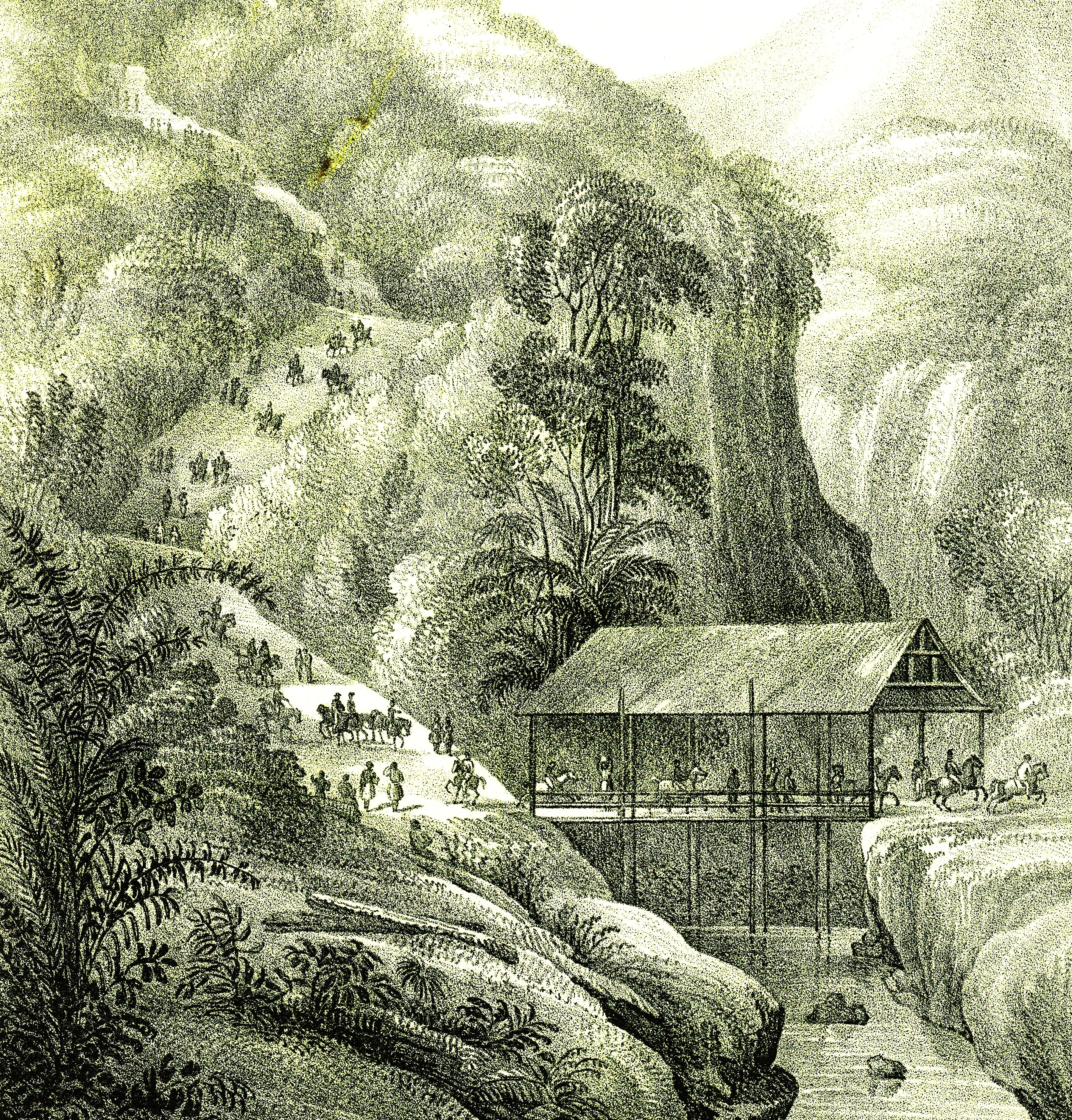
Troupes néerlandaises à Célèbes

La guerre de Bone, en indonésien Perang Bone, que les Hollandais appellent Tweede Boni-expeditie ("deuxième opération de Boni") ou encore Makassaarse expeditie ("expédition de Makassar") est une opération menée en 1825 par l’armée royale des Indes néerlandaises contre le royaume de Bone dans le sud de l’île indonésienne de Célèbes.

## Contexte

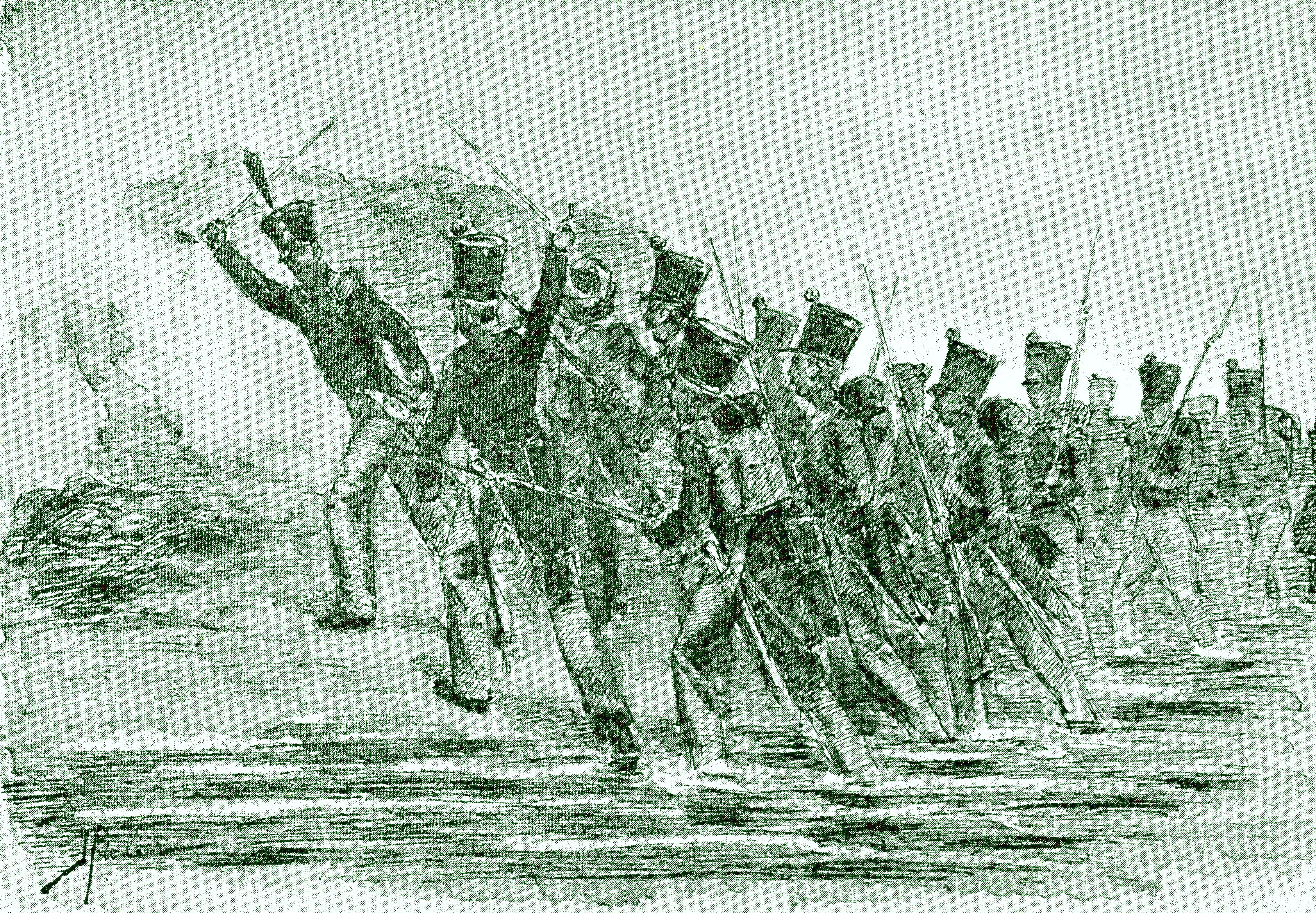
Débarquement sur la côte de Bajoe en mars 1825

Malgré une première expédition contre Bone en 1824, des troupes bugis pénètrent dans des terres que le gouvernement colonial des Indes néerlandaises considérait sous son contrôle, franchissant les postes frontaliers de Pangkajene et Labakkang et remettant le prince de Tanete sur son trône. Le gouverneur général, Godart van der Capellen, décide l’envoi de 25 000 hommes pour occuper les terres fertiles situées entre Tanete et Maros.